# 12 Pułk Artylerii Pancernej
12 Pułk Artylerii Pancernej (12 papanc) – oddział wojsk pancernych ludowego Wojska Polskiego.
Pułk sformowany został w 1951 roku, w garnizonie Trzebiatów, w składzie 8 Drezdeńskiej Dywizji Zmechanizowanej, na bazie batalionu dział pancernych SU-85 z 9 pułku czołgów średnich. W 1955 roku pułk przeformowany został w 33 batalion czołgów i artylerii pancernej według etatu Nr 5/167 o stanie 519 wojskowych i 11 pracowników cywilnych. Latem 1957 roku jednostka została rozformowana.

## Struktura organizacyjna pułku
- dowództwo i sztab[3]

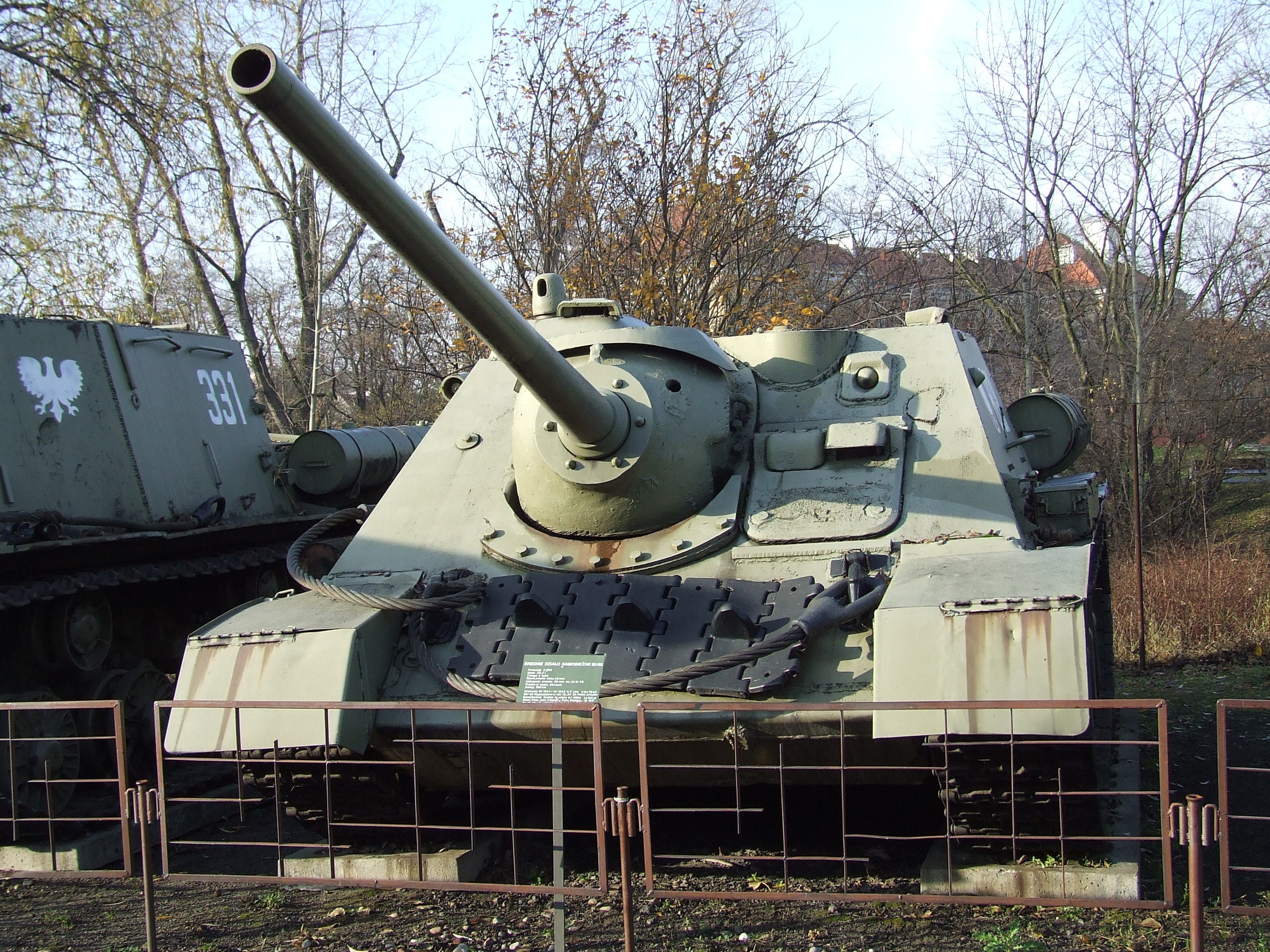
Działo samobieżne SU-85

- dwa bataliony artylerii pancernej (jeden skadrowany)
- batalion czołgów ciężkich
- batalion fizylierów
- kompania technicznego zaopatrzenia
- pluton saperów